# 阿宰勒费龙
阿宰勒费龙（法語：Azay-le-Ferron，法語發音：[azɛ lə fɛʁɔ̃]），法国中西部市镇，位于中央-卢瓦尔河谷大区安德尔省，隶属于勒布朗区，其市镇面积为60.95平方公里，2022年1月1日时人口数量为835人，在法国市镇中排名第11,244位。
阿宰勒费龙位于安德尔省西部，其西侧与安德尔-卢瓦尔省接壤，是一个区域性的中心城市，两条干线公路在此十字交汇。阿宰勒费龙因同名城堡而闻名。

## 地名来源

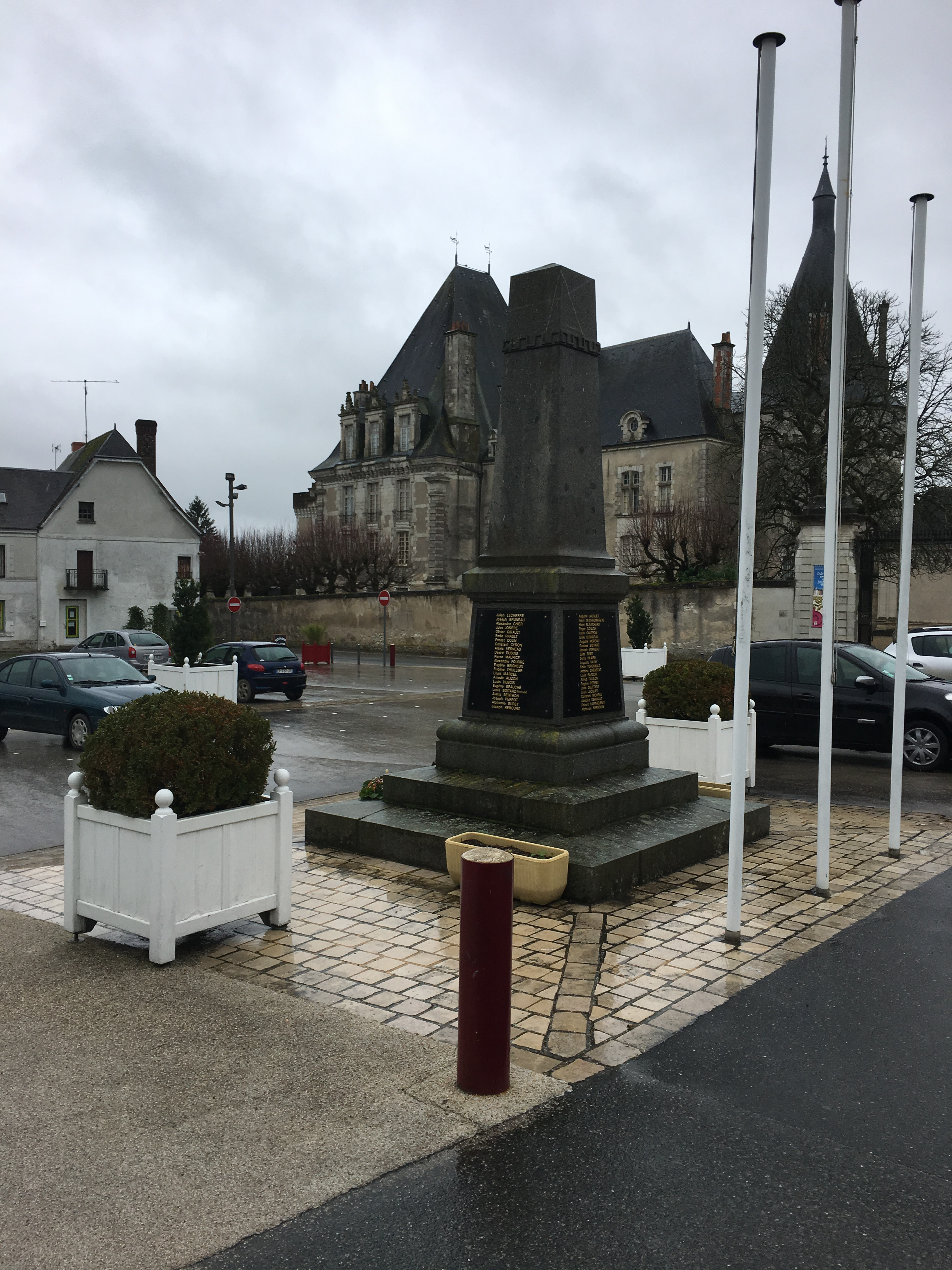
烈士纪念碑

根据中央-卢瓦尔河谷大区官方网站的论述，“Azay”一名转写自拉丁语单词“aqua”，意为“水”；“-le-Ferron”的来源及含义则尚有待考证，该后缀在19世纪后成为当地官方名称的一部分。

## 历史
阿宰勒费龙的早期历史尚不清楚。根据中央-卢瓦尔河谷大区网站一份文件的论述，阿宰勒费龙境内的教堂最初于公元1262年被提及，彼时当地可能为蒂尔潘德克里塞家族的一处领地，是图赖讷行省的一部分。15世纪末，阿宰领主在此修建城堡，后者几经易手和完善改建，最终于18世纪建成。法国大革命后，阿宰成为安德尔省的一个市镇。19世纪初，阿宰勒费龙境内出现两处砖窑厂；19世纪中后期，阿宰勒费龙附近的部分土地被开辟为葡萄酒种植园。自19世纪末以来，阿宰勒费龙人口数量逐年下降。

## 地理

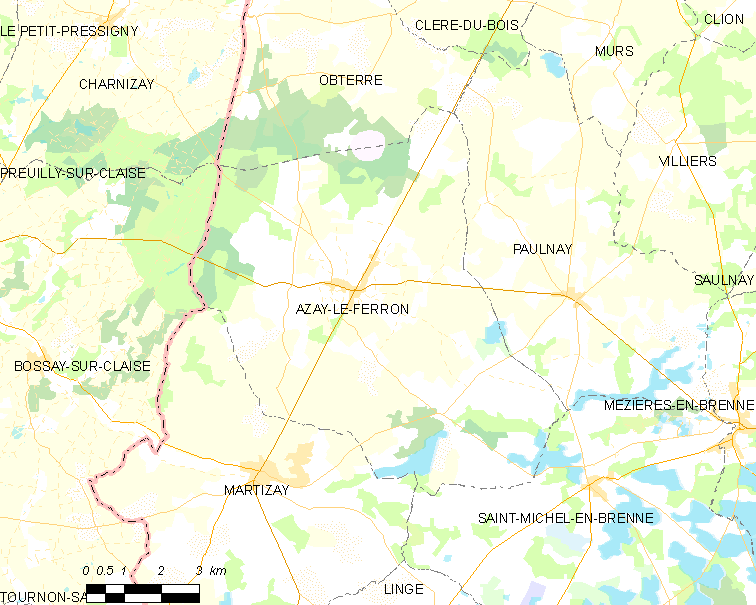
阿宰勒费龙市镇范围地图

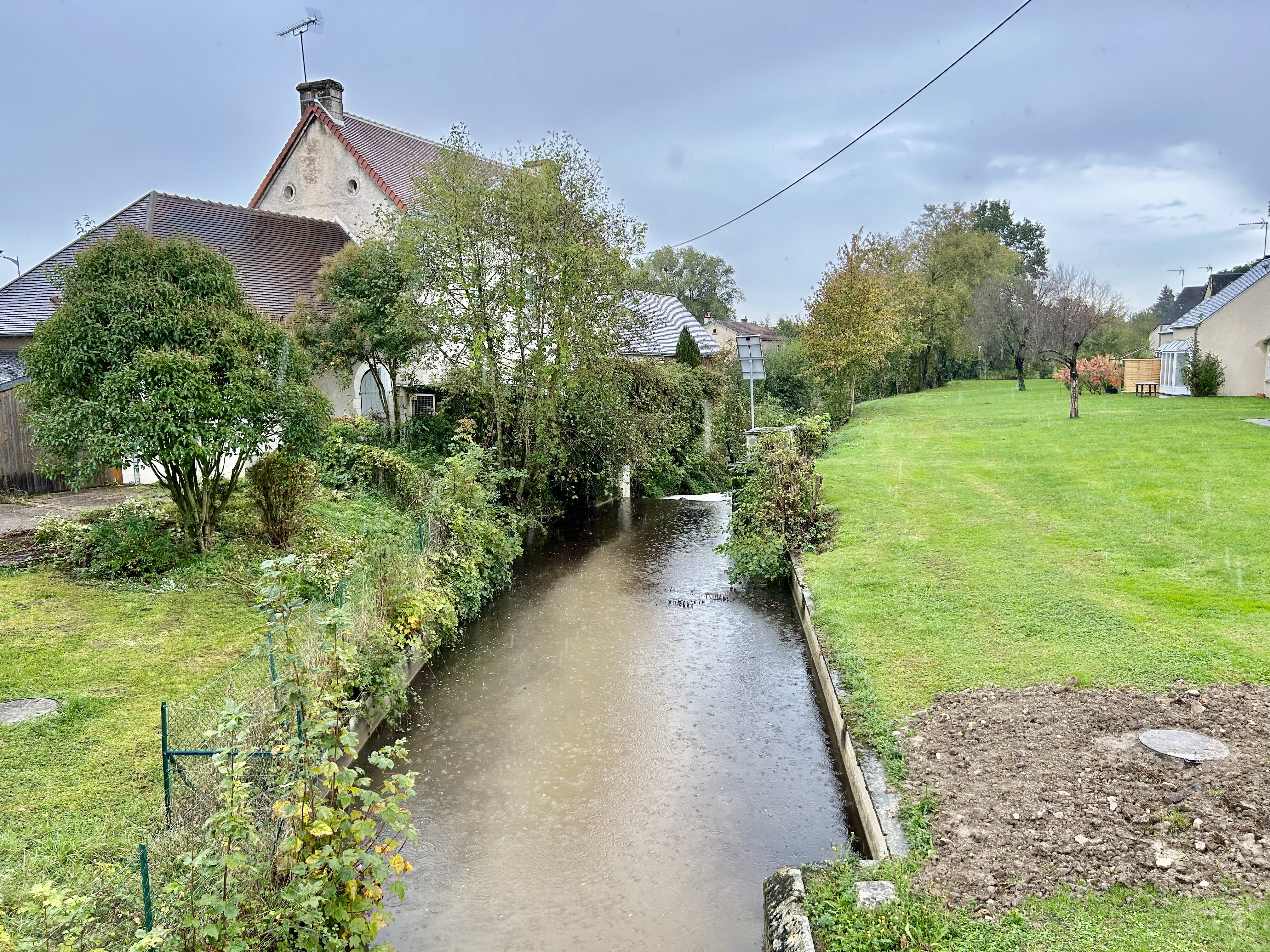
克莱克河阿宰勒费龙段

阿宰勒费龙位于法国中西部，中央-卢瓦尔河谷大区南部和安德尔省西部，距离省会沙托鲁大约51公里。与阿宰勒费龙接壤的市镇包括：克莱斯河畔博赛、马尔蒂宰、奥布泰尔、波奈和布雷讷地区圣米歇尔。

### 地形
阿宰勒费龙位于布雷讷地区西部腹地，境内以平原和缓丘为主，市镇中心地势较为平坦，整体地势自东南向西北略有抬升，全境海拔在77到143米之间。

### 水文
阿宰勒费龙位于卢瓦尔河流域范围内，克莱斯河自东向西流经市镇东南界，其右岸支流克莱克河自北向南流经市中心东侧，另有纳尔赛河（Le Narçay）流经市镇东部，其两侧有多处湖塘分布。

### 植被
阿宰勒费龙属于温带阔叶混交林区，林地多分布于河流水域附近及坡地地带，市镇西部为普勒伊森林（Forêt de Preuilly），东部为布利松树林（Bois de Blisson）。
在鲜花城市的评比中，阿宰勒费龙暂未被评级。

### 气候
阿宰勒费龙在柯本气候分类法中属于温带海洋性气候（Cfb）。

## 行政区划
阿宰勒费龙的市镇编号为36010，邮政编号为36290。
在行政管理方面，阿宰勒费龙隶属于法国中央-卢瓦尔河谷大区安德尔省勒布朗区；在地方选举方面，阿宰勒费龙隶属于勒布朗县，其市镇范围全境被划入安德尔省第一选区；在社会管理方面，阿宰勒费龙是布雷讷之心市镇公共社区的组成部分。
截至2024年11月，阿宰勒费龙市镇范围内暂无任何城市敏感街区及城市政策优先街区。
法国国家统计与经济研究所（简称“INSEE”）在进行数据统计时，未将阿宰勒费龙划入任何城市核心区（Unité urbaine）、城市区（Aire urbaine）及城市辐射区（Aire d'attraction）。此外，INSEE还将阿宰勒费龙市镇整体看作一个“块区”（IRIS），以便于统计人口分布情况。

## 交通

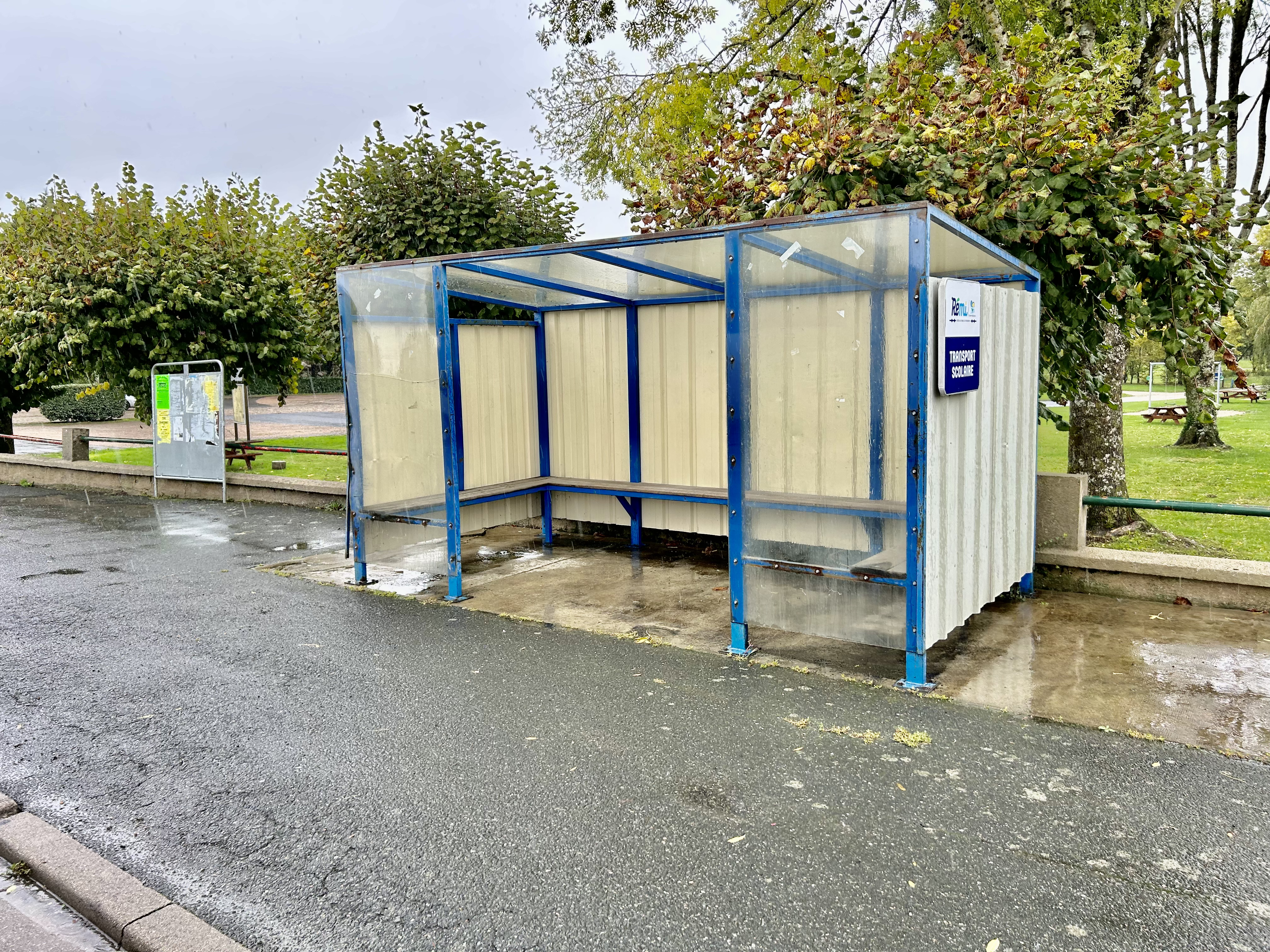
城际巴士停靠站

### 公路
安德尔省省道D14线、D14A线、D14B线、D14C线、D14D线、D18线、D111线、D925线和D975线在阿宰勒费龙境内交汇。中央-卢瓦尔河谷大区城际客运（商业名称为“Rémi”）下属的安德尔省城际客运Q线和R线经停阿宰勒费龙，可通往沙托鲁和勒布朗，其中R线需提前预定才会停靠阿宰勒费龙，该线路自2024年9月起彻底停运。
2021年，59.2%的阿宰勒费龙家庭拥有至少一辆私人汽车。2021年，阿宰勒费龙境内共发生各类交通事故1起，造成1人遇难。
| 26 | 48 |

| 12.1 | 45 |

| 沙托鲁 | 52 |

| 梅济耶尔 | 12 |

| 沙泰勒罗 | 46 |

| 圣米歇尔 | 10 |

| 勒布朗 | 26 |

| 安德尔河畔沙蒂永 | 18 |

### 铁路
距离阿宰勒费龙最近的运营中的客运铁路车站为46公里外的沙泰勒罗站，该站停靠少量直通巴黎的高速列车，以及往返于图尔和普瓦捷一线的区域列车，另有部分班次可直通昂古莱姆。

### 航空
阿宰勒费龙距离图尔机场的公路里程大约81公里。

### 城市公共交通
截至2024年11月，阿宰勒费龙暂无城市公共交通系统。

## 政治

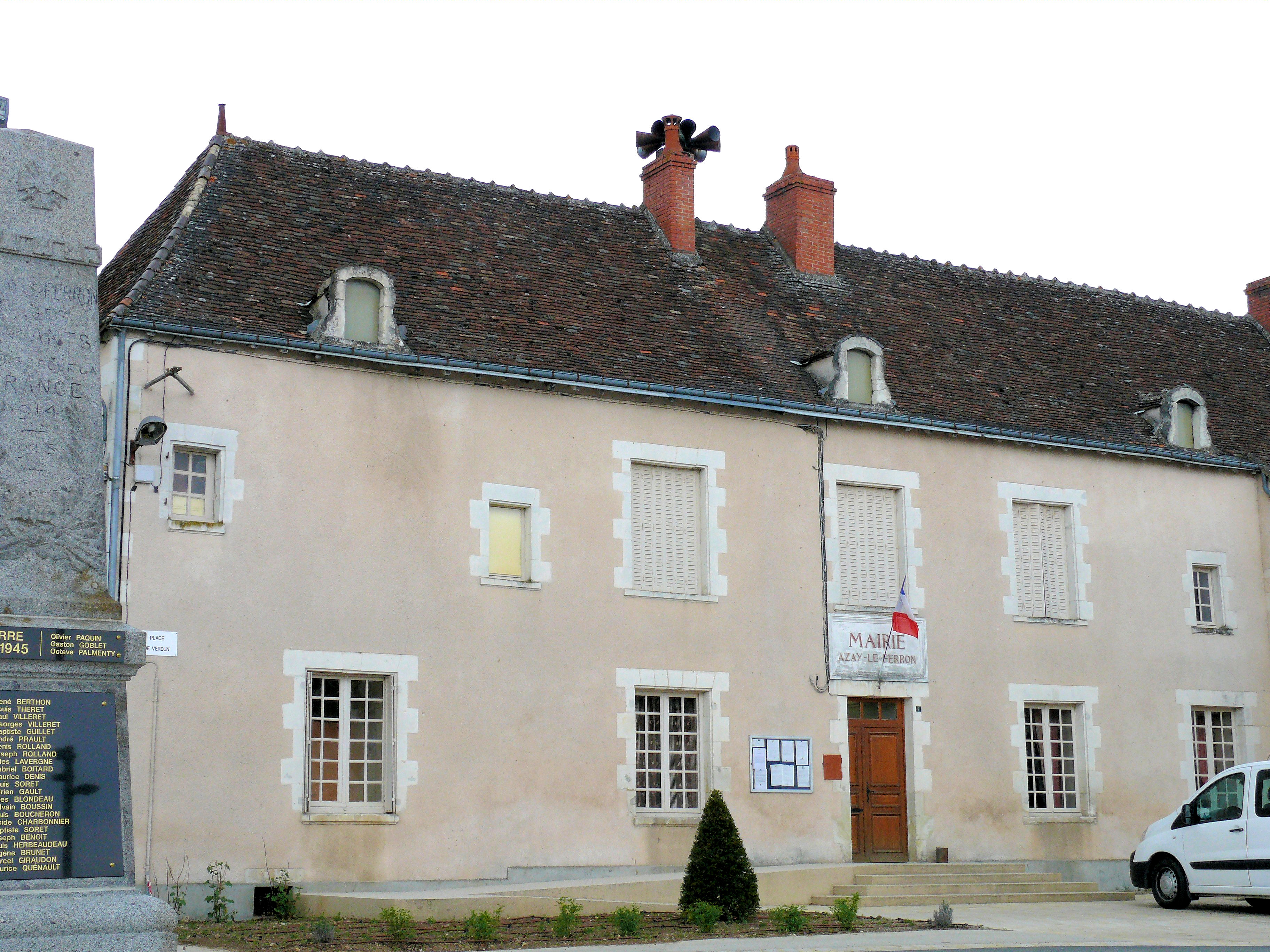
阿宰勒费龙市政厅

阿宰勒费龙的现任市长为马蒂娜·普罗女士（Martine PRAULT），她是一名右翼无党派人士，在2020年的市政选举中获得了71.79%的支持率。
在2022年的法国总统大选的第二轮选举中，法国极右翼政党国民阵线主席玛丽娜·勒庞在阿宰勒费龙获得了51.52%的支持率。

## 人口
2021年，阿宰勒费龙市镇人口数量为852，在法国排名第11,244位。其中男性428人，女性424人，75岁及以上人口占12.8%，外籍人口数量为11人，人口密度为14人/平方公里，当地居民被称为（男性）或（女性）。2022年，阿宰勒费龙境内出生1人，死亡人口13人。
| 阿宰勒费龙1901年－2021年人口变化情况 |
|                                      |
| 数据来源：Cassini、INSEE             |

## 经济

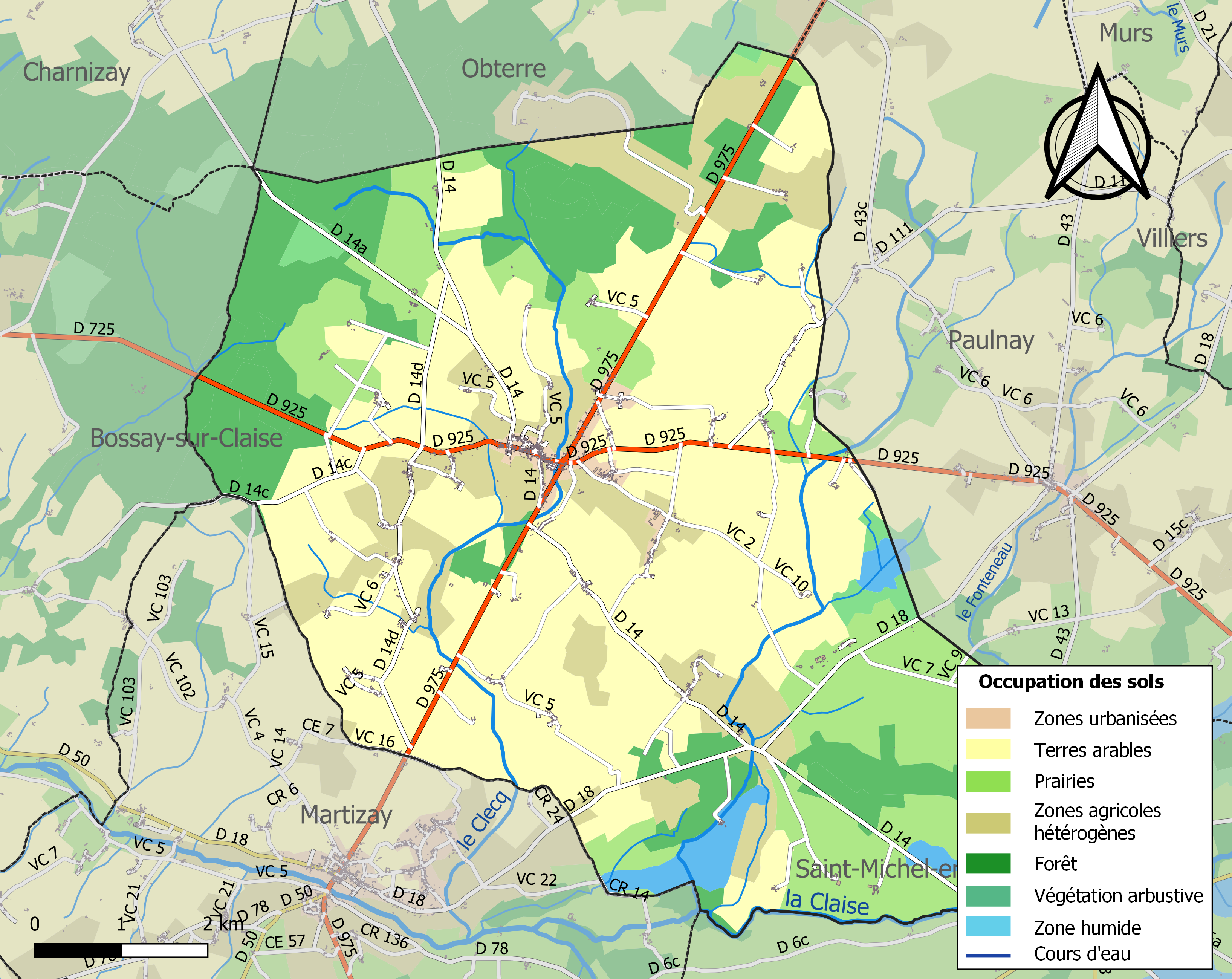
阿宰勒费龙土地利用情况地图

阿宰勒费龙是一个区域性的中心城市。截至2024年11月，阿宰勒费龙市镇范围内共有各类用人单位（包含自雇）184家，平均历史为23年，均为中小型企业（PME），2024年9月至11月间，当地的经济活力指数为0。（仓储）是当地2022年已公布营业额最高的企业，为214,497欧元。

## 财政与居民收入
2022年，阿宰勒费龙的财政收入总额为862,610欧元，财政支出总额为723,480欧元，当年的债务总额为575,880欧元。2022年，阿宰勒费龙市镇通过增值税获得33,730欧元的收入，此外当地还共获得了46,930欧元的国家直接财政补助。
| 阿宰勒费龙居民收入情况                           | 阿宰勒费龙居民收入情况 | 阿宰勒费龙居民收入情况 | 阿宰勒费龙居民收入情况 |
| 内容                                             | 阿宰勒费龙             | 法国                   | 统计年份               |
| ------------------------------------------------ | ---------------------- | ---------------------- | ---------------------- |
| 征税家庭总数                                     | 425                    | 1,081（法国市镇平均）  | 2022年                 |
| 居民平均月收入                                   | 1,733欧元              | 2,435欧元              | 2022年                 |
| 高级职员人均月收入                               | 不详                   | 4,331欧元              | 2021年                 |
| 中级职员人均月收入                               | 不详                   | 2,470欧元              | 2021年                 |
| 普通职员人均月收入                               | 不详                   | 1,801欧元              | 2021年                 |
| 贫困率                                           | 不详                   | 14.5%                  | 2020年                 |
| 青壮年（15至64岁）失业率                         | 11.2%                  | 7.4%                   | 2020年                 |
| 征税家庭数量占比                                 | 33.9%                  | 45.5%                  | 2020年                 |
| 家庭年均纳税                                     | 2,021欧元              | 4,393欧元              | 2022年                 |
| 资料来源：INSEE、L'Internaute、Le Journal du Net |                        |                        |                        |

## 社会事务

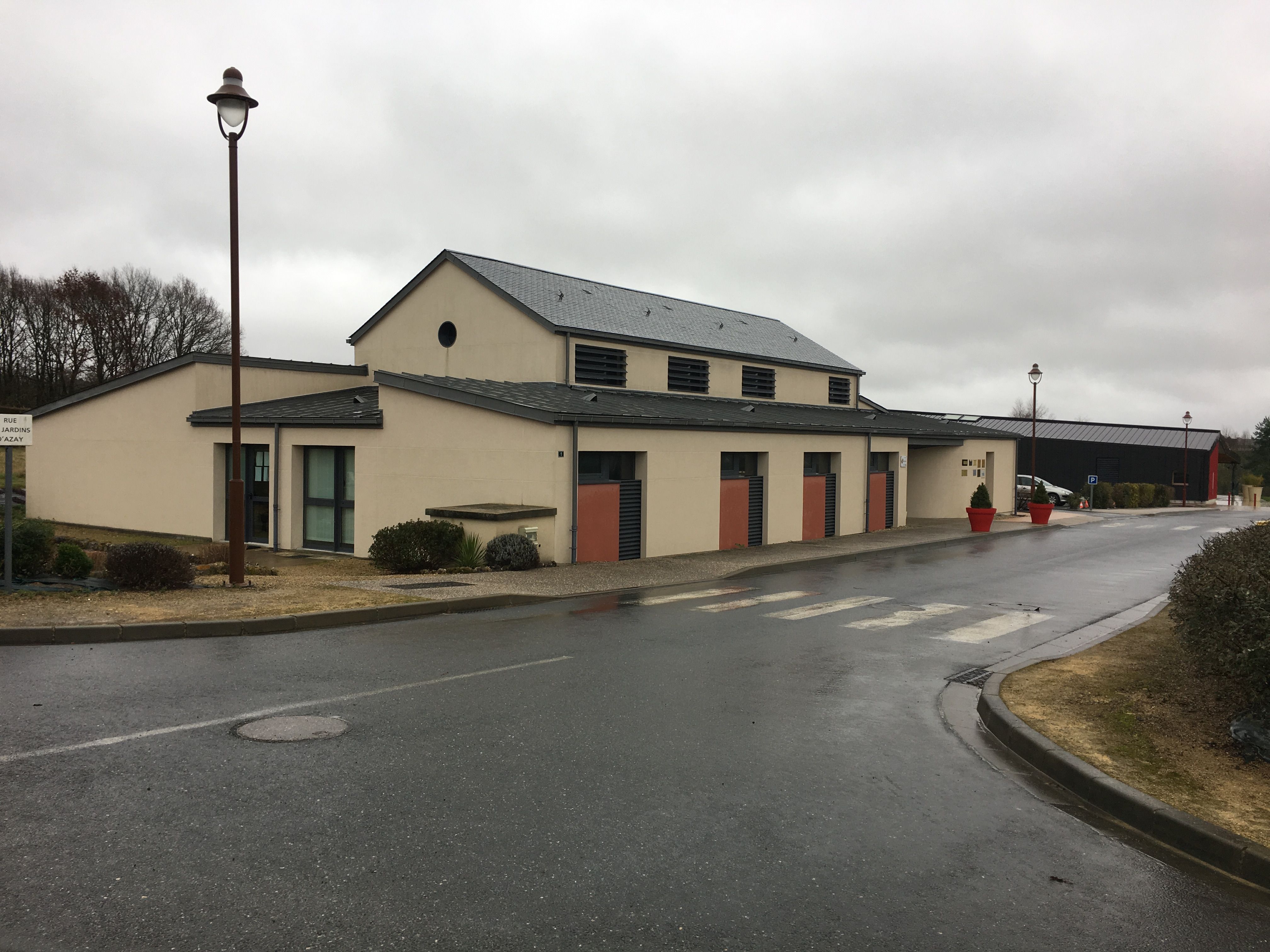
医疗室

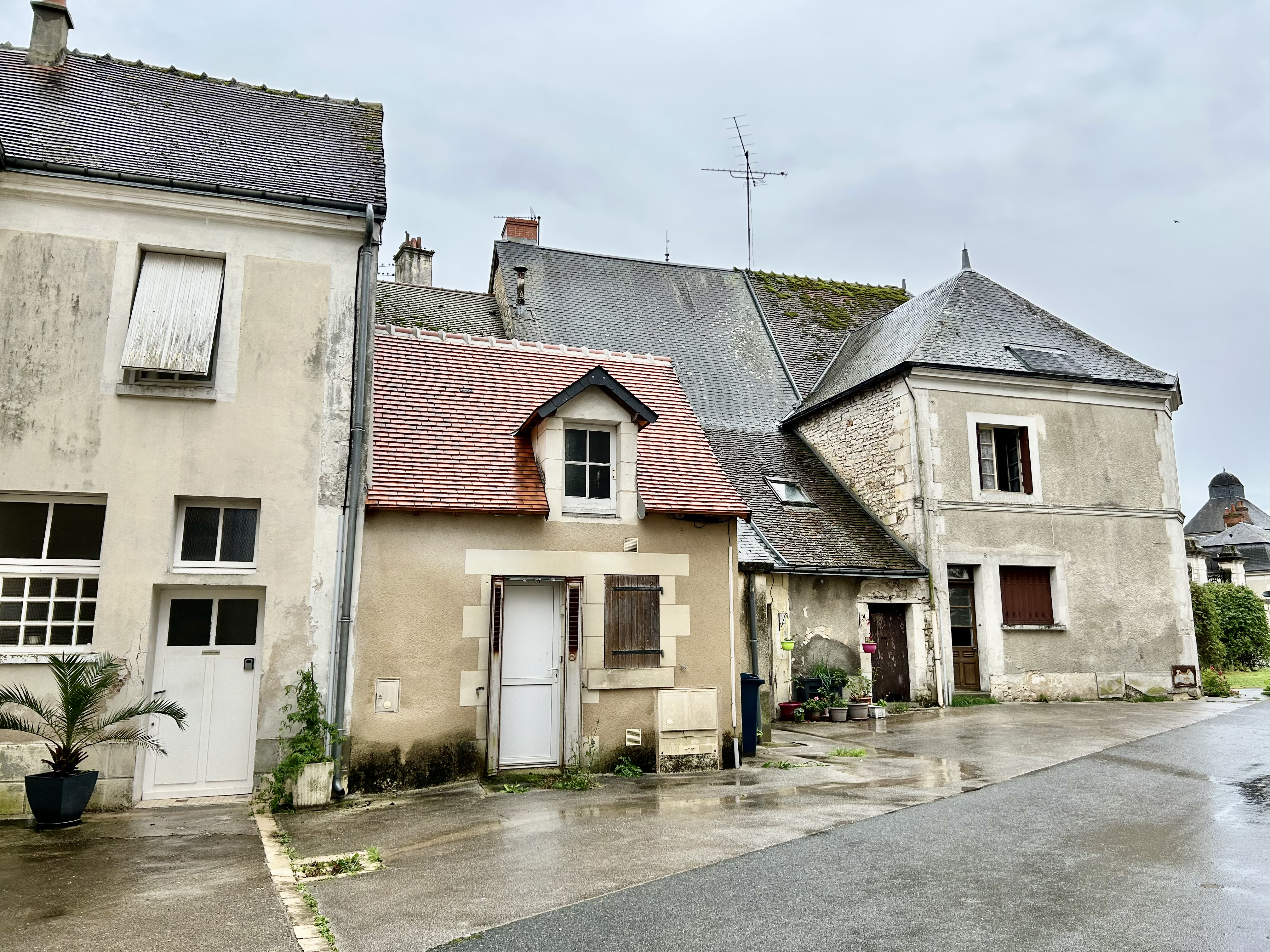
镇中心的民居

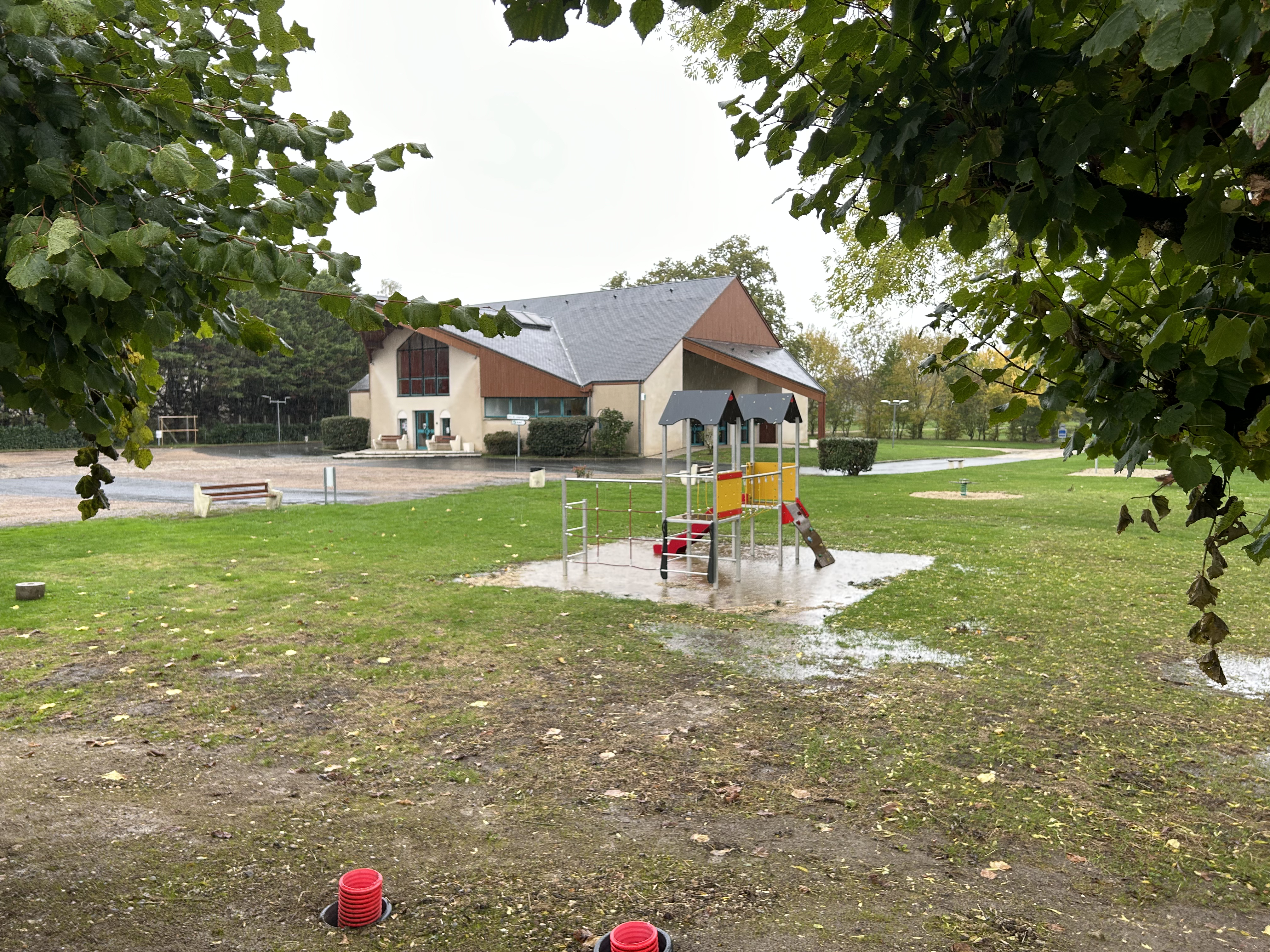
一处儿童游乐设施

### 教育
阿宰勒费龙属于奥尔良-图尔学区。截至2023年1月1日，阿宰勒费龙境内有1所小学。

### 医疗
截至2023年1月1日，阿宰勒费龙境内共有全科医生2名、保健师1名、护士4名和药房1家。
距离阿宰勒费龙最近的区域性医疗机构为沙托鲁-勒布朗中心医院（Centre Hospitalier de Châteauroux - Le Blanc），其下属的勒布朗医院位于勒布朗市区西南部，距离阿宰勒费龙市区的正常车程大约25分钟，该院设有床位153个。

### 住房
2021年，阿宰勒费龙境内共有各类住房640套，其中95.6%为独立式住宅，4.4%为集中式住宅。常住房屋占阿宰勒费龙市镇范围内居民建筑总量的66.9%。
在住房保障政策方面，2023年，阿宰勒费龙境内共有95户家庭获得了家庭津贴补助，受益人数占总人口数量的11.2%，其中40份为房租补助。

### 商业
2021年，阿宰勒费龙境内共有各类实体商铺13家，其中面包房1家、美容美发店2家。

### 体育
2023年，阿宰勒费龙境内共有1处网球场以及1处足球或橄榄球场。
截至2024年11月，阿宰勒费龙境内暂无任何注册足球俱乐部。

### 环境
阿宰勒费龙的环境事务由其所属的布雷讷之心市镇公共社区联合各级政府协调负责。2021年，阿宰勒费龙境内暂无污染企业。

### 治安
2023年，阿宰勒费龙市镇范围内累计记录各类案件16起，其中盗窃类案件8起，人身侵犯类案件6起，无毒品交易类案件。

## 文化

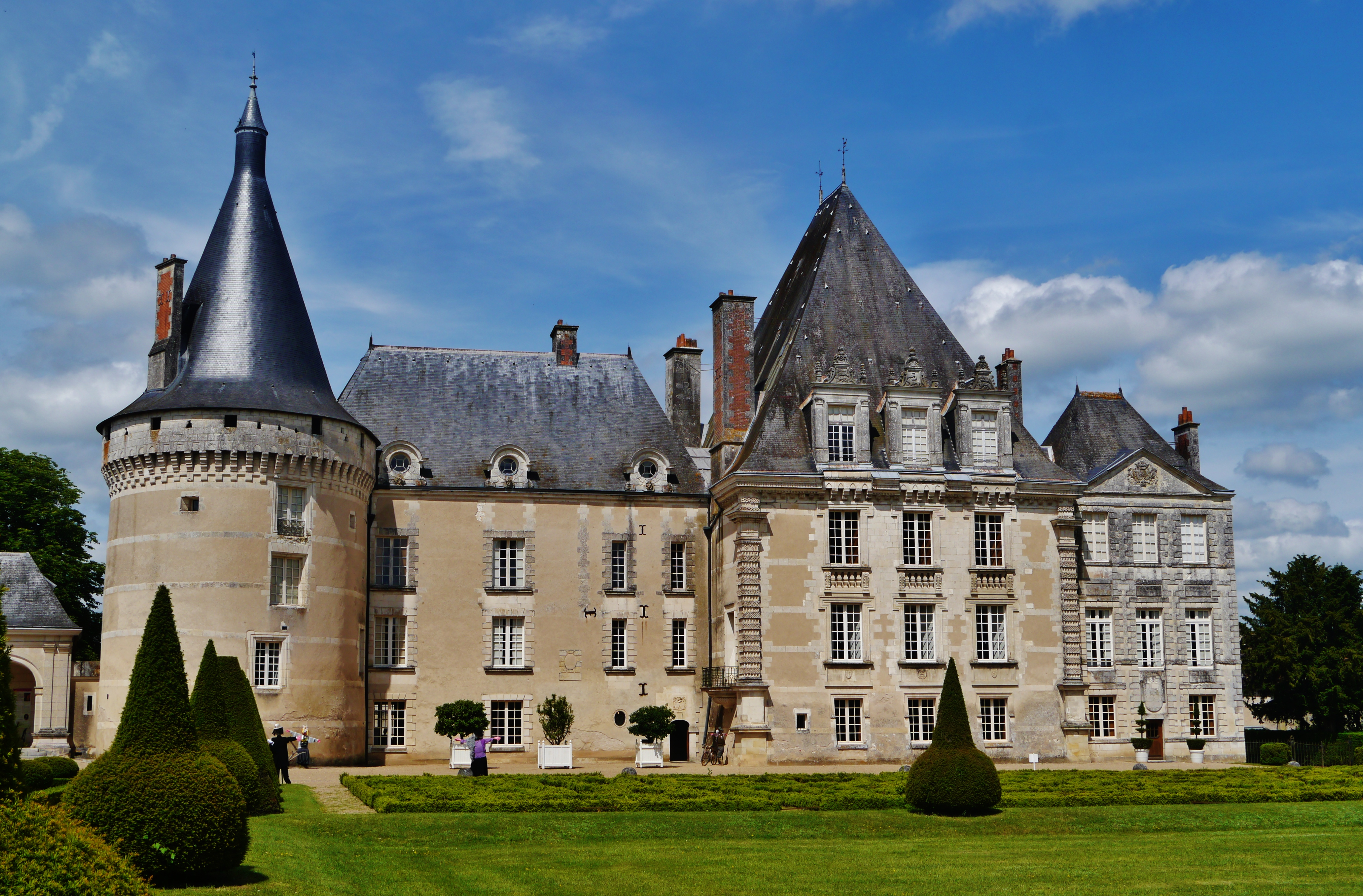
阿宰勒费龙城堡建筑主体

2023年，阿宰勒费龙境内共有1家博物馆。阿宰勒费龙境内建有多媒体中心（Médiathèque），每周一至五以及部分周六向公众开放。

### 建筑
阿宰勒费龙境内有多处历史建筑，其中阿宰勒费龙城堡、圣纳泽尔教堂等为法国国家文物保护单位。

### 旅游
阿宰勒费龙的旅游事务由其所属的布雷讷之心市镇公共社区联合各级政府协调负责。2024年，阿宰勒费龙境内共有1家酒店共计9间房间。

### 媒体
法国主要的媒体均可在阿宰勒费龙接收，法国电视三台下属的中央-卢瓦尔河谷大区频道在部分时段播出阿宰勒费龙所在安德尔省的地方新闻。《中西部新共和国报》、蓝色法兰西贝里广播、伊苏丹贝里第一电视台等是当地主要的地方性媒体。

## 友好城市
截至2024年11月，阿宰勒费龙共与一座城市建立了友好城市关系：
- 德国 因河畔加尔斯